# Saint-Germain-des-Grois
Saint-Germain-des-Grois là một xã trong tỉnh Orne, vùng Normandie tây bắc nước Pháp. Xã Saint-Germain-des-Grois nằm ở khu vực có độ cao trung bình 150 mét trên mực nước biển.